# Cajabamba (provincie)
Cajabamba is de zuidelijkste van de dertien provincies in de regio Cajamarca in Peru. De provincie heeft een oppervlakte van 1.808 km² en heeft 80.261 inwoners (2015). De hoofdplaats van de provincie is het district Cajabamba.
De provincie grenst in het noorden aan de provincie San Marcos en in het oosten, westen en zuiden aan de regio La Libertad.

## Bestuurlijke indeling
De provincie is onderverdeeld in vier districten
- Cachachi
- Cajabamba, hoofdplaats van de provincie
- Cauday
- Lluchubamba

Cajabamba · Cajamarca · Celendín · Chota · Contumazá · Cutervo · Hualgayoc · Jaén · San Ignacio · San Marcos · San Miguel · San Pablo · Santa Cruz